# Siège du Chōkō-ji
Le Chōkō-ji (長興寺) est un temple dont s'empare Oda Nobunaga du clan Rokkaku. Les Rokkaku essayent de le reprendre en 1570 en coupant l'approvisionnement en eau et en l’assiégeant. Shibata Katsuie, le commandant chargé de la défense du temple, emmène ses forces à l'extérieur du temple pour faire face aux assiégeants et finit par l'emporter.

## Source de la traduction
- (en) Cet article est partiellement ou en totalité issu de l’article de Wikipédia en anglais intitulé « Siege of Chōkō-ji » (voir la liste des auteurs).